# Timana conspersa
Timana conspersa är en fjärilsart som beskrevs av Louis Beethoven Prout 1926. Timana conspersa ingår i släktet Timana och familjen mätare. Inga underarter finns listade i Catalogue of Life.